# Simon Fleisch
Die Simon Fleisch GmbH ist ein inhabergeführtes Familienunternehmen der Wild- und Schweineschlachtung und -zerlegung in Wittlich.
Zusammen mit den Unternehmen Klaus-Dieter Fuchs GmbH, Eifel-Fleisch GmbH, Eifeler Fleischwaren Ludwig Babendererde GmbH und Volker Hamel GmbH bildet das Unternehmen die Simon-Fleisch-Gruppe. Die Unternehmensgruppe zählt mit einem Umsatz von 450 Mio. Euro (2023) zu den umsatzstärksten Unternehmen der Fleischwirtschaft in Deutschland.

## Geschichte
Die Anfänge gehen auf den 1850 von Jakob Simon gegründeten Viehhandelsbetrieb zurück. Im Jahr 1937 erweiterte Bernhard Simon den Betrieb mit einem Fleischgroßhandel.
1976 übernahmen die Söhne von Bernhard Simon, Paul und ebenfalls Bernhard, das Unternehmen. Ebenfalls in dem Jahr wurde der Schlacht- und Zerlegebetrieb um eine Fläche von 35.000 Quadratmetern erweitert und grundlegend modernisiert. 1991 gliederte das Unternehmen einen Wildverarbeitungsbetrieb für 5000 Stück Wild an.
2008 erwarben die Simons einen Anteil an der Eifeler Fleischwarenfabrik von Ludwig Babendererde in Lissendorf. Im selben Jahr trat Bernhard Simon in die Geschäftsleitung ein. 2012 folgte auch sein Cousin Alexander.
2013 erwarb Simon Fleisch den bis dahin von Vion gehaltenen Anteil an der Klaus-Dieter Fuchs GmbH in Prüm und verlegten die gesamte Rinderschlachtung und -zerlegung dorthin. 2021 erwarben die Simons gemeinsam mit Fuchs einen Anteil des Schlachthof Eifelfleisch in Gerolstein,
Im Sommer 2024 gab Simon Fleisch bekannt, zum Jahresende die Rinderschlachtungen in Prüm einzustellen und diese an den Schlachthof in Gerolstein zu verlagern.

## Kennzahlen
Die Simon Fleisch GmbH erzielte 2022 einen Umsatz von 230 Millionen Euro und schlachtete 1,05 Millionen  Schweine (−2,8 Prozent zum Vorjahr).